# 운주초등학교
운주초등학교는 대한민국 전북특별자치도 완주군 운주면 장선리에 있는 공립 초등학교이다.

## 학교 연혁
- 1930년 6월 28일 운선공립보통학교 개교(설립인가 6월 10일)
- 1938년 4월 1일 운선공립심상소학교로 개칭
- 1941년 4월 1일 운선공립국민학교로 개칭
- 1950년 4월 1일 운선국민학교 (교명 변경)
- 1981년 3월 2일 병설유치원 개원
- 1959년 9월 20일 운주국민학교 (교명 변경)
- 1996년 3월 1일 교명 변경(운주초등학교)
- 1999년 3월 1일 3개 분교장(고당, 산북, 금당) 통합
- 2019년 3월 1일 제36대 정상현 교장 부임
- 2020년 2월 16일 제86회 졸업(졸업생 총수 4384명)

## 참고 자료
- 운주초등학교 - 한국교육학술정보원 학교알리미